# 북섬항
북섬항은 경상남도 남해군 삼동면 영지리, 고암마을에 있는 어항이다. 2002년 8월 6일 어촌정주어항으로 지정하여 관리하고 있다. 시설관리자는 남해군수이다.

## 어항 연혁
- 북섬항이 위치한 고암마을은 마을앞 창선이 바라보이는 앞바다에 북처럼 생긴 섬이 있다하여 북고(鼔), 동쪽산 끝에 큰바위가 있어 바위 암(岩)자를 써서 고암으로 유래되었다.

## 어항 시설
- 선착장 L=277m, B=5.0m, 물량장 L=33m, B=20.0m

## 주요 어종
- 전어, 도다리, 낙지, 주꾸미, 멸치 등